# 鍛埜町
鍛埜町（かじのちょう）は愛知県岡崎市の町名。丁番を持たない単独町名である。

## 地理
額田地区の北西部に位置する。町内には乙川、保久川が流れている。住宅地、水田は川沿いに集中している。その他の地域は基本的に森林である。

### 字
32の小字が設置されている。
| - 飯ケ谷（いいがや） - 貝ノ窪（かいのくぼ） - カクレヤ（かくれや） - 神谷倉（かみやぐら） - 京正田（きょうしょうだ） - 際田（きわだ） - 楠木（くすのき） - 小林（こばやし） - 小林裏（こばやしうら） - 坂口（さかぐち） - 三升蒔（さんじょうまき） | - 下切（しもぎり） - 下向（しもむかい） - 神田（じんでん） - 須賀渕（すがぶち） - 滝ノ元（たきのもと） - 塚田（つかだ） - 椿坂（つばきざか） - 寺林（てらばやし） - 土田（どだ） - 豊田（とよだ） - 中切（なかぎり） | - 日影（ひかげ） - 日面（ひめん） - 渕脇（ふちわき） - 細蔵（ほそぐら） - 南山（みなみやま） - 宮柳（みやなぎ） - 向田（むかいだ） - 薬師（やくし） - 焼跡（やけあと） - 梁形（やながた） |

## 世帯数と人口
2019年（令和元年）5月1日現在の世帯数と人口は以下の通りである。
| 町丁   | 世帯数 | 人口  |
| ------ | ------ | ----- |
| 鍛埜町 | 85世帯 | 220人 |

### 人口の変遷
国勢調査による人口の推移。
| 2010年（平成22年） | 224人 | [ 6 ] |  |
| 2015年（平成27年） | 206人 | [ 7 ] |  |

## 小・中学校の学区
市立小・中学校に通う場合、学区は以下の通りとなる。
| 番・番地等 | 小学校             | 中学校             |
| ---------- | ------------------ | ------------------ |
| 全域       | 岡崎市立形埜小学校 | 岡崎市立額田中学校 |

## 歴史
額田郡鍛埜村を前身とする。
明治以前、当町域は鍛冶屋村、土村、大林村の3村に分けられており、大林村の「林」、土村の「土」を合わせ「埜」とし、鍛冶屋村の「鍛」を加えて「鍛埜」とした。いわゆる合成地名である。

### 沿革
- 1889年（明治22年）10月1日 - 町村制の施行に伴い、形埜村の大字鍛埜となる。
- 1956年（昭和31年）9月30日 - 形埜村の合併により、額田町の大字となる。
- 2006年（平成18年）1月1日 - 額田町が岡崎市へ編入され、同市の鍛埜町となる[1]。

### 史跡
- 麻生古城
- 大林城跡
- 土城跡

## 施設

岡崎市東消防署形埜出張所

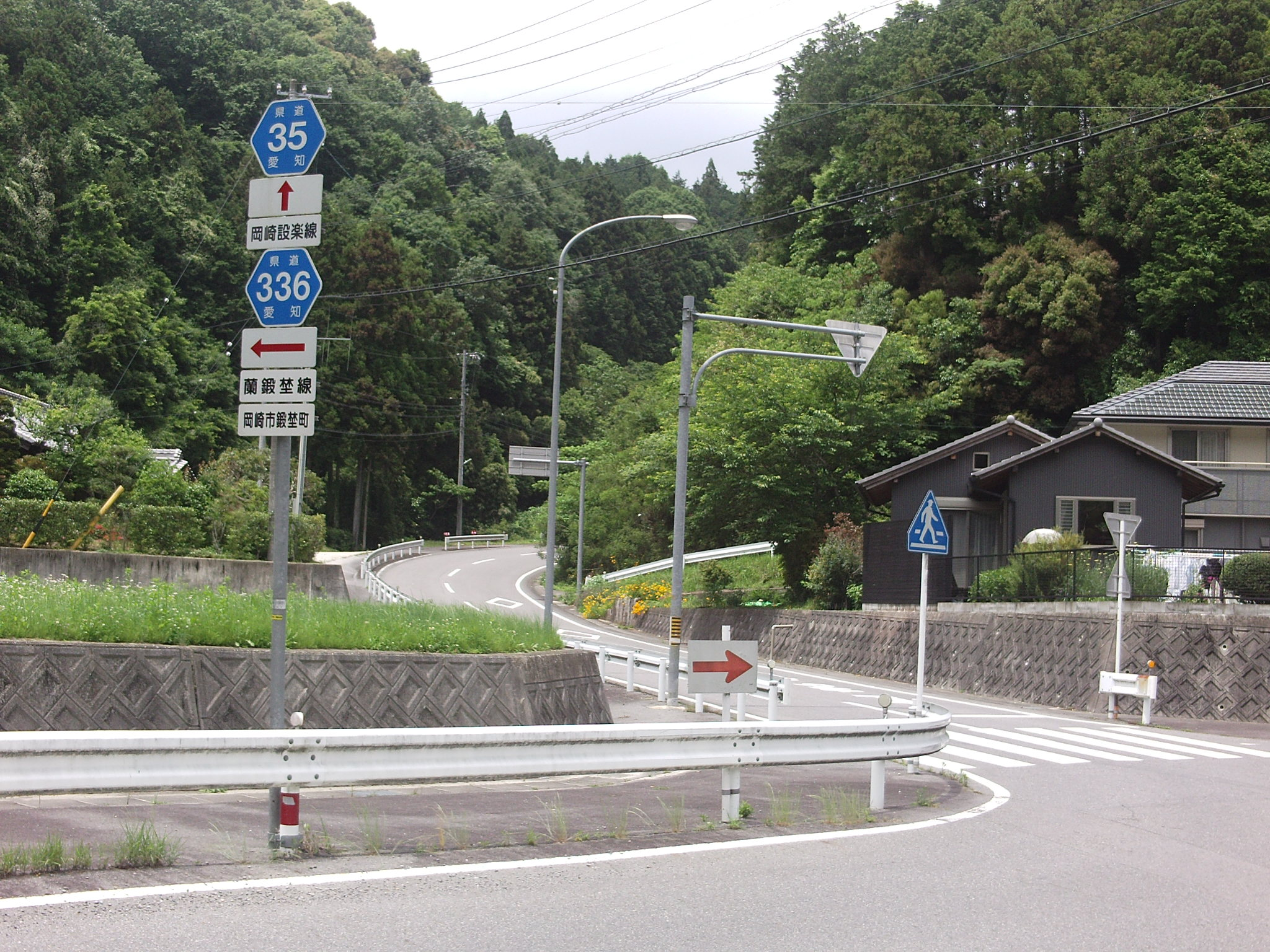
県道35号と県道336号の交差点

県道35号から見るウッドデザインパーク

- 岡崎市東消防署形埜出張所
- ウッドデザインパーク

## 交通
- 愛知県道35号岡崎設楽線（作手街道）
- 愛知県道336号蘭鍛埜線

## その他

### 日本郵便
- 郵便番号 : 444-3443[4]（集配局：額田郵便局[9]）。

## 参考資料
- 「角川日本地名大辞典」編纂委員会 編『角川日本地名大辞典 23 愛知県』角川書店、1989年3月8日。ISBN 4-04-001230-5。
- 有限会社平凡社地方資料センター 編『日本歴史地名体系第23巻 愛知県の地名』平凡社、1981年。ISBN 4-582-49023-9。
- 『額田町史』　額田町史編集委員会、1986年11月1日